# Baracuda
Baracuda é uma banda alemã do gênero eurodance. Fundada em 2002, até o momento lançou apenas alguns singles.

## Discografia

### Singles
- 2002: "Damn! (Remember The Time)" #12
- 2003: "I Leave The World Today" #25
- 2005: "Ass Up" #70
- 2007: "La Di Da" #100
- 2008: "I Will Love Again" #34
- 2009: "Where Is The Love" (cover da canção "Amaranth" da banda Nightwish) #69